# Patrick Heuscher
Patrick Heuscher, né le 22 décembre 1976 à Frauenfeld (Suisse), est un joueur de beach-volley suisse, désormais retraité. Il a notamment été Vice-champion d'Europe de sa discipline.

## Palmarès

### Jeux olympiques d'été
- Médaille de bronze en 2004 à Athènes (Grèce) avec Stefan Kobel

### Championnats du Monde
- Pas de performance significative

### Championnats d'Europe
- Médaille d'argent en 2005 à Moscou (Russie) avec Stefan Kobel
- Médaille de bronze en 2004 à Timmendorfer Strand (Allemagne) avec Stefan Kobel
- Médaille de bronze en 2006 à La Haye (Pays-Bas) avec Stefan Kobel